# مشفهة ثلاثية الفلقات
مشفهة ثلاثية الفلقات (الاسم العلمي:Chiloglanis trilobatus) (بالإنجليزية: Three-lobed suckermouth)‏ هي نوع من الأسماك تتبع جنس المشفهة من فصيلة الموشوكيات.